# Niviventer hinpoon
Niviventer hinpoon es una especie de roedor de la familia Muridae.

## Distribución geográfica
Es endémico del karst de Korat Plateau en el sureste de Tailandia.